# Unia
Unia ist die grösste Gewerkschaft der Schweiz. Sie ist branchenübergreifend und organisiert die Arbeitnehmenden in Industrie, Gewerbe, Bau und privatem Dienstleistungsbereich. Unia vertritt die Interessen aller Arbeitnehmenden und bietet ihren Mitgliedern Beratung, Rechtsschutz und weitere Dienstleistungen. Unia führt auch die grösste Arbeitslosenkasse in der Schweiz.
Die Gewerkschaft Unia will innerhalb der Arbeitswelt das Kräfteverhältnis zugunsten der Arbeitnehmenden verändern und zählt über 170'000 Mitglieder. Die Unia hat rund 240 Gesamtarbeitsverträge abgeschlossen, welcher über eine Million Beschäftigte unterstellt sind.
Die Unia ist auch auf politischer Ebene aktiv und engagiert sich für eine soziale und gerechte Gesellschaft. Unia hat sich so schon an verschiedenen Initiativen und Abstimmungskampagnen beteiligt. Auch an mehreren Demonstrationen und Kundgebungen ist die Unia aktiv beteiligt.

## Geschichte
Unia entstand am 16. Oktober 2004 aus dem Zusammenschluss der Gewerkschaften Bau und Industrie (GBI), Schweiz. Metall- und Uhrenarbeitnehmerverband (SMUV), Verkauf Handel Transport Lebensmittel (VHTL), der alten (im Dienstleistungssektor tätigen) unia sowie der Genfer Gewerkschaft im Tertiärsektor actions.
Sie ist dem Schweizerischen Gewerkschaftsbund (SGB), dem grössten Schweizer Dachverband von Gewerkschaften, angeschlossen.
Im 2008 erschienenen Buch zur Fusion war noch von 200'000 Mitgliedern die Rede und fast 1000 Angestellten.
Die Unia beteiligte sich regelmässig an Protesten, wie z. B. 2022 bei der Neuaushandlung des GAV im Bauhauptgewerbe oder bei den Arbeitsbedingungen in der Pflege.

## Struktur
Die Unia ist rechtlich als Verein organisiert. Die leitenden Organe sind der Zentralvorstand und die Geschäftsleitung. Seit dem 20. Juni 2015 führt mit Vania Alleva erstmals eine Frau als alleinige Präsidentin die Unia. Vizepräsidenten sind Véronique Polito und Martin Tanner. Die über 170.000 Mitglieder sind in 13 Regionen mit 25 Sektionen und über 90 lokalen Sekretariaten angemeldet und gehören je nach Beruf den vier Sektoren Bau, Gewerbe, Industrie, Tertiärsektor an. Des Weiteren gibt es die vier Interessensgruppen Jugend, Frauen, Migrant:innen, Rentner:innen.
Die unabhängig organisierte Unia Arbeitslosenkasse verfügt schweizweit über 65 grössere und kleinere Zahlstellen. Über die 2024 rund 1,4 Milliarden Franken aus der Arbeitslosenversicherung des Bundes ausgezahlt wurden. Der Gewinn kommt der Gewerkschaft zugute.
Unia gibt zudem eine Mitgliederzeitungen in Deutsch («work»), Französisch («Evènement syndical») und Italienisch («area») heraus. Sie werden siebenmal im Jahr mit der Zeitschrift «Horizonte» in Spanisch, Portugiesisch, Serbisch, Albanisch und Türkisch ergänzt.

## Finanzen
Eine Haupteinnahmequelle der Unia sind die Mitgliederbeiträge. In der Unia-Zeitung work vom 27. April 2012 war die Rede von der „grössten Einnahmequelle“. Die Unia legte 2021 ihr Vermögen offen. Sie besass zu diesem Zeitpunkt drei Immobilienfirmen und ist an zwei weiteren beteiligt. Sie besass Mehrheitsbeteiligungen an zwei Hotels in Bern und Thun sowie einer Druckerei in Canobbio. Insgesamt besass die Unia 2024 132 Liegenschaften und 2849 Wohnungen. Zum Jahresende 2020 besass die Unia ausserdem ein Aktien- und Obligationenportfolio von 329 Millionen Franken. Insgesamt beträgt das Vermögen der Unia gemäss Schätzungen über einer Milliarde Franken. Die Kritik am grossen Vermögen der Gewerkschaft bezeichnete Präsidentin Vania Alleva als "verlogen".

## Kritik an eigenen Arbeitsbedingungen
Seit der Gründung werden immer wieder Vorwürfe laut, in welchen Mitarbeiter die schlechten Arbeitsbedingungen bei der Unia kritisieren. Es ist von Ausbeutung und einem z. T. sektenähnlichen Umgang die Rede. Die Unia streitet die Vorwürfe ab.